# ヘンリー・カールション
ニルス・グスタヴ・ヘンリー・カールション（Nils Gustav Henry Carlsson、1917年10月29日 - 1999年5月28日）は、スウェーデン・ファルシェーピング出身の元同国代表サッカー選手。ポジションはMF、FWだった。
1948年ロンドンオリンピック優勝メンバーの1人。

## クラブ経歴
AIKソルナでプロデビューをし、AIKでは5シーズン連続でチームのトップスコアラーだった。
1949年、アトレティコ・マドリードへ移籍。ここでカールションはポジションをフォワードからミッドフィールダーへとコンバートし、2度のリーグ制覇とスーパーカップ優勝のチームにおける中心選手として活躍した。

## 代表経歴
1948年、1948年ロンドンオリンピックに臨むスウェーデン代表に選出され、同大会ではグレ・ノ・リらと共に決勝でユーゴスラビアを破って金メダル獲得の立役者となった。
欧州選手権やワールドカップといったメジャー大会は経験できなかったが、国際Aマッチ通算26試合17得点を記録した。

## タイトル

### クラブ
アトレティコ・マドリード
- ラ・リーガ : 2回 (1949-50, 1050-51)
- コパ・エバ・ドゥアルテ (現在のスーペルコパ) : 1回 (1951-52)

### 代表
- 1948年ロンドンオリンピック : 金メダル

### 個人
- スウェーデンサッカー殿堂入り : 2012年